# Aleksja (imię)
Aleksjaⓘ – imię żeńskie pochodzenia greckiego (od męskiego imienia Alexius), żeński odpowiednik imienia Aleksy. Występuje również w formie Aleksa. Być może powiązane jest z imieniem Alicja.
Aleksja imieniny obchodzi: 17 lutego, 24 kwietnia, 17 lipca i 6 września.
Zdrobnienia od imienia Aleksja: Ala.

## Postaci noszące imię Aleksja
- Alessia Marcuzzi – włoska aktorka
- Alexia – włoska piosenkarka
- Aleksja – księżniczka holenderska.